# Ткач Володимир Володимирович
Володимир Володимирович Ткач (нар. 4 вересня 1999) — український футболіст, півзахисник.

## Життєпис
Вихованець київської «Зміни-Оболонь». Дорослу футбольну кар'єру розпочав у столичній «Оболонь-Бровар-2» у чемпіонаті Київської області. Наприкінці липня 2016 року переведений до першої команди клубу, у футболці якої дебютував 21 жовтня 2016 року в програному (1:3) виїзному поєдинку 15-о туру Першої ліги проти краматорського «Авангарду». Володимир вийшов на поле на 74-й хвилині, замінивши Юрія Бровченка. Дебютним голом за пивоварів відзначився 15 вересня 2018 року на 54-й хвилині переможного (3:1) виїзного поєдинку 9-о туру Першої ліги проти «Дніпра-1». Ткач вийшов на поле на 54-й хвилині, замінивши Олександра Дебречинського, а на 61-й хвилині отримав жовту картку. Станом на 11 листопада 2019 року зіграв 25 матчів у Першій лізі, в яких відзначився 2-а голами. Починаючи з сезону 2019/20 років залучається також і до матчів другої команди «Оболонь-Бровар» у Другій лізі.